# Mas Roig (Banyeres del Penedès)
El Mas Roig és una masia de Banyeres del Penedès (Baix Penedès) inclosa a l'Inventari del Patrimoni Arquitectònic de Catalunya.

## Descripció
El mas és compost per una sèrie de terres, un grup de magatzems i l'habitatge. Aquest és dividit en dues parts, la dels amos i la dels masovers. L'edifici presenta dues plantes. Els baixos consten dues portes d'arc escarser la de la dreta correspon a l'habitatge dels masovers. Al pis noble hi ha una sèrie de finestres rectangulars. La coberta és de dues vessants.

## Història
La casa, l'any 1983, era deshabitada, sols ocupada de forma esporàdica per alguns treballadors (veremadors, etc.). Els actuals masovers (1983) viuen en un xalet construït al costat de la masia. La hisenda fou comprada pels avis de l'actual propietari (1932), i des de llavors forma part de l'herència familiar.
En un indret proper a la masia han aparegut vestigis de cultura ibèrica, els quals es conserven al Museu de la Bisbal del Penedès (poble on resideix el propietari de la hisenda) i al Museu Arqueològic del Vendrell.